# مغول
مُغول (به مغولی: Монгол، مونغول) قومیست که سرزمین مادری آنان مغولستان می‌باشد. جمعیت کنونی مغول‌ها حدود ۱۰ میلیون نفر است که بیشتر در مغولستان (۲٫۷ میلیون)، چین (۵٫۸ میلیون) و روسیه (۱ میلیون) زندگی می‌کنند. بیشتر مغولان پیرو آیین‌های بودایی تبتی و شمنیسم هستند و اقلیت‌هایی از آنان مسلمانان سنی مذهب و تعدادی هم مسیحی هستند و به زبان مغولی تکلم می‌کنند.
مطابق افسانه‌های مغولی، از آمیزش یک گرگ خاکستری-آبی با یک گوزن زرد، اولین انسان ذکور زاده شد که باتاچی‌خان نام داشت. یازده نسل بعد، دوبون و همسرش الانِ زیبا صاحب دو پسر شدند. دوبون درگذشت و بعد از مرگ او، الان سه پسر دیگر زایید؛ پسرانی که پدرشان موجودی مرموز «به زردی خورشید» بود. پنج پسر دوبون – که ۳ تا از آن‌ها از نسل پدری خداگون بودند – به بزرگسالی که رسیدند، هر کدام قبیله خود را ساختند و این پنج قبیله در کنار هم، قبیله بزرگ‌تر مغول را تشکیل می‌دادند. جوان‌ترین پسر، بودونچار، قبیله بورجیگین را تأسیس کرد که چنگیزخان به همین قبیله تعلق داشت. نتیجه بودونچار که کایدو نام داشت برای بار اول قبایل مغول را تحت یک پرچم متحد کرد. زمامداری ۵۰۸ سالهٔ خلفای عباسی با تسخیر بغداد توسط مغولان به پایان رسید به جز در مصر که قبلاً شاخه از حکومت عباسی بود.

## خاستگاه مغولان
افسانه‌هایی که در بارهٔ نژاد مغولان در «تاریخ سرّی» آمده و در زمان جهانگشایی آنان تنظیم شده است، حکایت از آن دارد که نژاد مغولان از یک گرگ نر و یک گوزن ماده پدید آمده است. دیوید مورگان معتقد است که کشور کنونی مغولستان، خاستگاه نژاد مغول بوده است.

## نژاد مغول
سرزمین مغولستان آب و هوای سرد و خشک دارد و با بادهای سرد و شدید همراه است. این منطقه یکی از سهمگین‌ترین و سخت‌ترین آب و هواهای جهان را دارد.
مغولان صورتی پهن، بینی خمیده، گونه‌های برجسته، چشمانی بدون شکاف و ضخیم و دارای پوست در گوشه چشم، لبانی ستبر، ریشی کم‌مایه، موهای سیاه و پوستی تیره که آفتاب، باد و سرما آن را سوزانیده است دارند. قد آنان متوسط و بالاتنه‌شان درشت و پهن است که روی ساق‌هایی خمیده قرار دارد.

## زندگی مغول

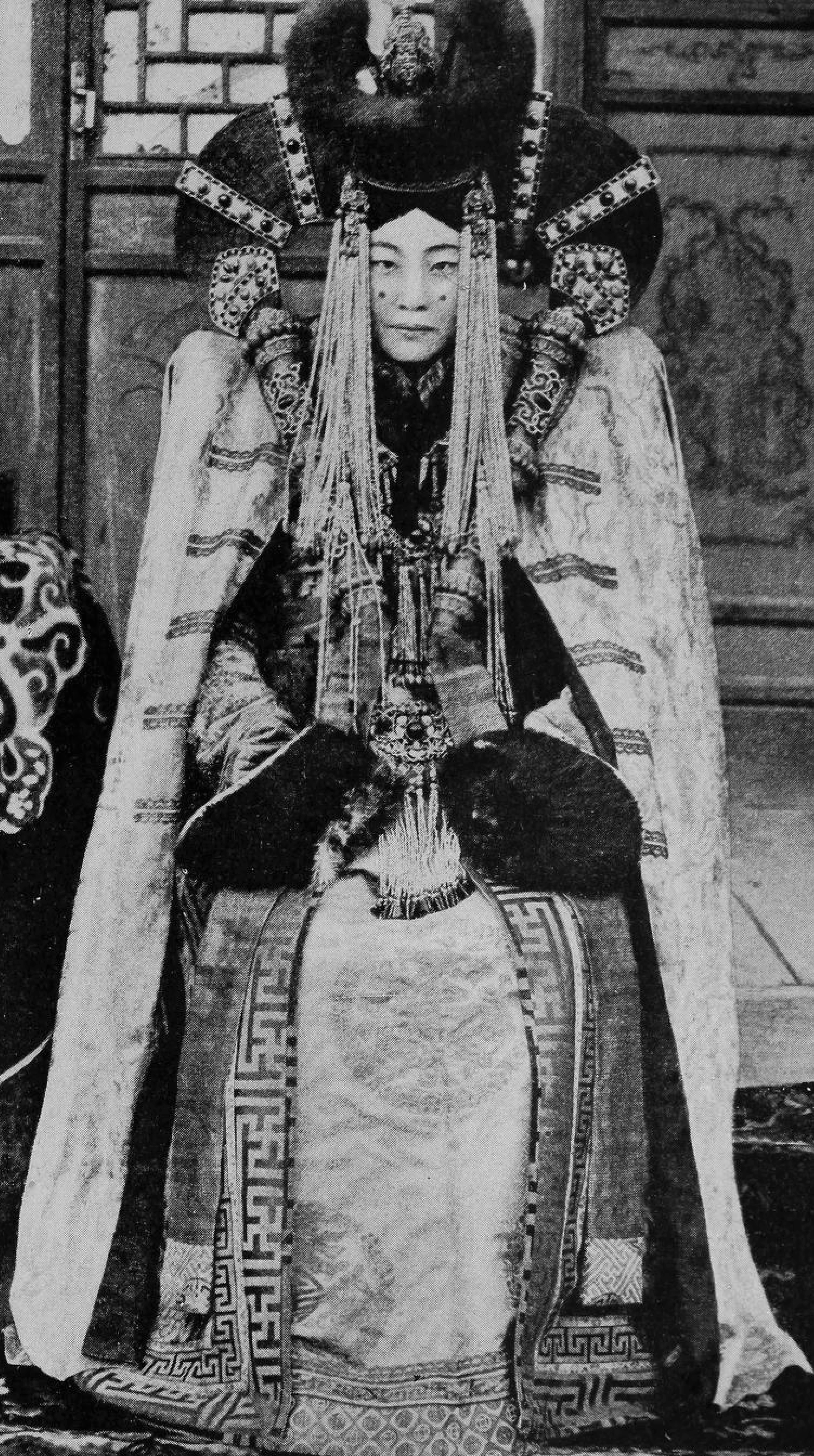
یک اشراف زاده مغول

مغولان در خیمه‌های نمدی به نام یورت زندگی می‌کردند. یورت‌ها از یک چارچوب چوبی سبک و پوششی از نمد برای محافظت از سرما تشکیل می‌شد. این خانه‌ها برای زندگی کوچ نشینی مناسب بود؛ و اجزاء داخل آن را به‌طور منظم در آن می‌چیدند؛ و زنان مغول مسئول جمع‌آوری تاپاله و افروختن آتش بودند.
صنایع مغولان پیشرفته نبود، قبایل گاری‌ها و چوخ‌های چوبی می‌ساختند و برای ساخت سلاح و ابزار، بر روی فلزات کار ساده‌ای انجام می‌دادند. مردان کمان، کیسهٔ چرمی و زین درست می‌کردند. کوچ‌نشینان اگر به چیزی علاقه داشته ولی نمی‌توانستند آن را بسازند برای دستیابی به آن داد و ستد می‌کردند یا گهگاه از جوامع اسکان یافته می‌دزدیدند. گاه گروهی از سواران به روستاهای چینی حمله کرده و زنان، حیوانات و کالاهایشان را با خویش می‌بردند. «در ۱۹۲ پیش از میلاد گروهی از مهاجمان کوچ نشین به روستایی در چین حمله کرده و زنی به نام کائی یان که به دانش و شاعری شهرت داشت را به اسارت گرفتند» مغولان به‌ویژه شیفتهٔ کالاهایی بودند که نمی‌توانستند درستشان کنند، همانند طلا، نقره و ابریشم؛ می‌توان گفت، مغولان زندگی خویش را به عنوان رمه‌دار و شکارچی می‌گذراندند. گاهی سلاح برداشته به لشکرکشی و غارت سرزمین‌های ثروتمند چین دست می‌زدند. سده‌ها بود گروه‌های سواران کوچ‌نشین به روستاها و شهرهای چین و بیرون مغولستان می‌تاختند و شهرهای حدود چین را غارت می‌کردند. چینی‌ها به این سواران خشن از روی استهزاء نپخته می‌گفتند. مغولان به‌عنوان کوچ‌نشین خویش را مافوق قوم‌های اسکان یافته و شیوه‌های دیگر زندگی به‌شمار می‌آوردند.
چینیان برای اجتناب از تهاجم قبایل دشتِ پهناور، به قبایل نیرومند رشوه می‌دادند و آنان را ترغیب می‌کردند تا به گروه‌های دیگر آزار رسانند. چینیان با سیاست تفرقه انداز و حکومت کن، به ایجاد ناهماهنگی در میان قبایل کمک کرده و آنان را در حالت ستیز با یکدیگر نگه می‌داشتند. به امید اینکه بتوانند با ایجاد منازعات میان قبایلِ این دشت پهناور از اتحادشان و پیش آمدن تهدیدی جدی از سوی ایشان جلوگیری کنند؛ این سیاست تا سدهٔ دوازدهم مؤثر بود تا این‌که چنگیز به آنان یورش برد.
کراکوس اهل گنجک مورخ ارمنی که به دست مغولان اسیر شد و به عنوان منشی وادار به خدمت به آنها گردید، در مورد ظاهر ژولیده و عادات غذا خوردن مغولان به اظهار نظر پرداخته که در کتاب چنگیزخان اثر مایکل هوانگ به چاپ رسیده است. «آنها زشت و ترسناک به نظر می‌رسیدند، ریش نداشتند هرچند روی گونه‌ها و بالای لب‌های بعضی‌هایشان موهای اندکی روییده بود. چشمانشان تنگ و کشیده بود و صدایشان تیز و کر کننده؛ زندگی آنها خیلی سخت بود. آنها افراد بی‌باکی بودند. هنگامی که فرصت داشتند، دائماً می‌خوردند و حریصانه می‌نوشیدند؛ اگر چنین فرصتی نداشتند، در خوردن و نوشیدن امساک می‌کردند. همه موجودات زنده را چه تمیز چه کثیف می‌خوردند و آنچه را که بیش از همه دوست داشتند گوشت اسب بود. تکه‌های کلفتی از گوشت اسب را می‌بریدند و می‌جوشاندند یا بدون نمک کباب می‌کردند…. بعضی از آنان مانند شتران به‌صورت دو زانو و بقیه به‌صورت چهار رانو می‌نشستند و غذا می‌خوردند…».

## مغولان و ایران

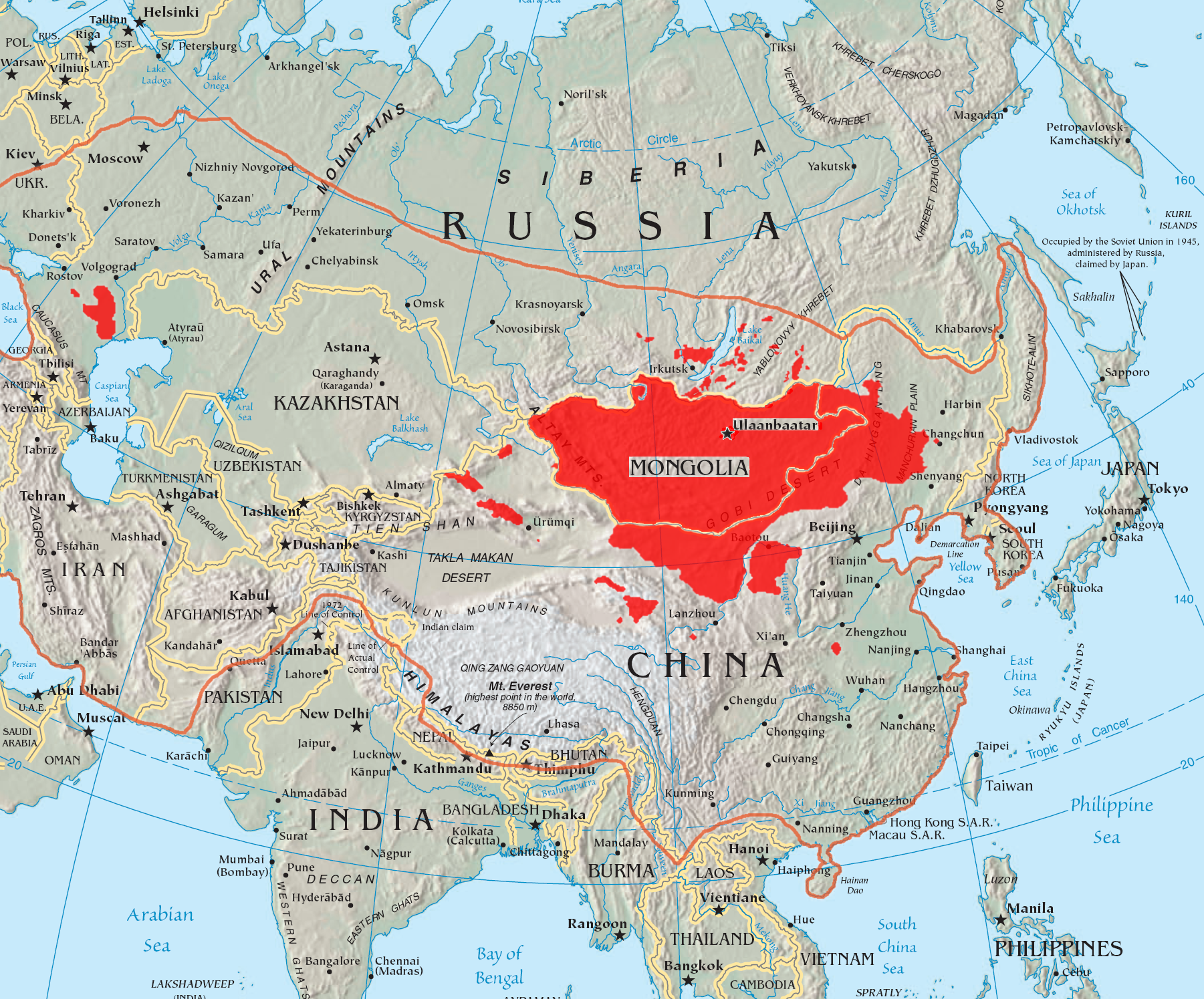
پراکندگی کنونی نژاد مغول و مرزهای امپراتوری مغول (به رنگ سرخ)

تا پیش از ظهور چنگیز خان، ایرانی‌ها، چینی‌ها، و سایر قوم‌های همسایه به مغولان، تتر یا تاتار می‌گفتند و اصلاً سخنی از واژهٔ مغول در میان نبوده است. مغولان تا زمان چنگیز به صورت قبایلی پراکنده زندگی می‌کردند که باعث وحشت و زحمت هم‌سایگان‌شان بودند.
چنگیز خان در اواخر سده ششم خورشیدی (اوایل سده هفتم قمری) قبایل مغول را یک‌پارچه کرد و با نیروی آنان و برخی از اقوام ترک، نیروی جنگی سهم‌گینی ایجاد نمود که بیشترِ آسیا و شرق اروپا را به تصرف خود درآورد.
جانشینان چنگیز تا بیش از یک سده بر مناطق پهناوری از آسیا و باختر اروپا (ازجمله روسیه) حکمرانی می‌کردند، ولی کم‌کم از قدرت آنان کاسته شد و مقهور (شکست‌خورده) ملل زیر فرمان خود شدند. حکومت مغولان در ایران با عنوان ایلخانان بیش از یک قرن حکومت کردند.

## تموچین یا چنگیزخان
تموچین سال ۱۱۶۷ میلادی در یک خانواده آهنگر به دنیا آمد. نام او هم‌ریشه از تمور به معنی آهن بوده و پدرش یسوکای بهادر نام داشت و یک آهنگر بود. یک برادرش تموجه و یک خواهرش تمولون نام داشتند که نام آنها هم از ریشهٔ تمور است. پدرش رئیس قبیلهٔ قیات بورجیگین بود که بیشتر آنان با قبیلهٔ تایجیوت خویشاوند بودند؛ و در کرانهٔ رود اونون سکنی گزیده بودند. یسوکای در جنگ مهارت زیادی داشت، موقعی که از یک جنگ برمی‌گشت با هوئلون مادر تموچین که از قبیله مرکیت بود، برخورد کرد و باعث ازدواج یسوکای با هوئلون شد، ثمره این ازدواج یک دختر بنام تمولون (خواهر بزرگ) تموچین و سه برادر دیگر؛ جوچی قسار، قاجیون و تموجه بود و آنها دو برادر ناتنی به نام‌های بختر و بلوقتای نیز داشتند که از همسر دوم یسوکای بهادر بودند.
اجداد چنگیز و طوایف مطیع‌شان مدت‌ها پیش از یسوکای، خراجگزارِ امپراتوران چین شمالی بودند و با اکراه شدید به چینی‌ها باج می‌دادند. یسوکای در روزهای ریاستش؛ طوایف مغول همجوار یورت را به اطاعت درآورده بود و تا آنجا اقتدار پیدا کرده بود که امپراتور چین از قدرت او وحشت داشت و جماعتی را به مانع شدنش روان کرد که یسوکای پیروز شده و به زودی درکارها مستقل شد.
تموچین و برادرانش در اردویی در نزدیکی ساحل رود اونون مهارت‌های جنگی مانند اسب سواری و تیراندازی را آموختند.
در یکی از مراسم‌ها به نام آندا (سوگند) تموچین با جاموقه آشنا می‌شود و از آن پس برادر خوانده یک دیگر می‌شوند. آندا (سوگند) یکی از رسم‌های رایج بین مغولان که منجر به برادرخواندگی می‌شود. آن‌ها استخوان‌های گوسفند را به عنوان یادگار به یکدیگر داده و سوگند دوستی ابدی یاد می‌کنند. به این ترتیب دو دوست از قبایل جداگانه همدیگر را برادر می‌خواندند و یکدیگر را آندا می‌نامیدند. سپس با رد و بدل کردن هدیه‌های بین خود به آن رسمیت می‌بخشیدند. آنداها برای فرزندان یک دیگر پدرخوانده می‌شدند و در سختی‌های زندگی به همدیگر کمک می‌کردند. یاد شده است که تموچین تیری به جاموقه می‌دهد که پیکان آن از چوب سرو تراشیده شده بود و جاموقه هم تیری از شاخ گوساله به تموچین می‌دهد که سوراخ‌هایی در آن کنده شده، که وقتی پرتاب می‌شد فریاد «صفیر» می‌کشید.
وقتی که تموچین نه سال داشت پدرش یسوکای در جستجوی نامزدی برای او بود، یسوکای پس از جستجوی فراوان دختری از قبیلهٔ اونگیرات به نام بورته که یک سال از تموچین بزرگ‌تر بود انتخاب کرد که جهیزیه گران بهایی داشت. یسوکای گفته بود که یک سال پیش از ازدواج تموچین را در قبیلهٔ همسرش بگذارد؛ بنابراین یسوکای پسرش را یک سال در طایفهٔ بورته گذاشت.

## حمله مغول
سلطان محمد خوارزمشاه که پس از فتوحات آسیای مرکزی و برانداختن قراختائیان به فکر تسخیر ترکستان و چین افتاده بود، چون شنید که چنگیزخان سرزمین‌های ایغور را به تصرف خویش درآورده و بر پکن پایتخت چین مسلط گردیده، بیمناک شد. او برای تحقیق نمایندگانی به ریاست سید آجل بهاءالدین رازی به نزد چنگیز فرستاد. چنگیز فرستادگان را به احترام پذیرفت و توسط آنان پیغام فرستاد که مایل است بین دو کشور باب تجارت باز باشد.
در سال ۶۱۵ ق. (۵۹۷ خ) فرستادهٔ چنگیز با سلطان محمد خوارزمشاه پیمان‌نامه‌ای بست و پس از عقد این قرارداد بود که چنگیز هدایایی برای سلطان محمد و بازرگانانی با اموال فراوان به طرف سرزمین‌های اسلامی روانه ساخت. اینالجق معروف به غایرخان حاکم شهر اترار که از خویشاوندان مادری سلطان محمد خوارزمشاه بود به اموال آنان طمع بست و به بهانهٔ اینکه جاسوس هستند تمام آنها را کشت و مالشان را تصرف کرد. فقط یک‌نفر از آنها از مهلکه گریخت و چنگیزخان را از ماجرا آگاه ساخت. پس از این واقعه چنگیز هیأتی به دربار خوارزمشاه فرستاد و تسلیم غایرخان و جبران خسارت را تقاضا کرد، ولی سلطان محمد آن فرستادگان را نیز کشت و با این عمل بی‌خردانهٔ خود راه و بهانهٔ حملهٔ مغول‌ها را به سوی سرزمین‌های اسلامی هموار ساخت.
در اواخر سال ۶۱۵ ق. چنگیز خشمگین و کینه‌جو با تمام قوای خویش برای گرفتن انتقام به سرزمین‌های خوارزمشاهی حمله‌ور شد. او سپاه خود را چهار قسمت کرد:
- دستهٔ اول را به دو پسر خود جغتای و اکتای سپرد و آنان را مأمور فتح اترار کرد.
- دستهٔ دوم را به پسر دیگرش جوجی سپرد و مأمور فتح شهرهای کنار رود سیحون نمود.
- دستهٔ سوم را برای فتح خجند و فناکت روانه ساخت.
- دستهٔ چهارم را که قسمت اعظم سپاه بود خود برعهده گرفت.

و بدین ترتیب از هر طرف شهرهای خراسان را محاصره کرد و بیشتر آن را ویران ساخت و با خاک یکسان کرد.
سلطان محمد خوارزمشاه بدون هیچ مقاومتی در مقابل لشکر مغول از شهری به شهری دیگر می‌گریخت تا سرانجام در اواخر سال ۶۱۷ ق. به جزیره آبسکون رسید و همان‌جا در سیه‌روزی مرد. در سال ۶۱۸ ق. چند ماه پس از مرگ او، گرگانج پایتخت معروف و قدیم خوارزم توسط مغول فتح شد و ساکنان آن کشته شدند. سپس یک یک شهرهای خراسان از پی هم سقوط کردند و مردم آن شهرها نیز قتل‌عام شدند. تنها کسی که در این گیرودار فکر مقاومت در سر داشت جلال الدین منکبرنی پسر سلطان محمد بود. او با سپاه اندکی که در اختیار داشت در بعضی نقاط لشکر مغول را شکست داد، ولی اختلاف شمار سپاهیان وی و حملات پی‌درپی مغول دیگر قدرت مقاومت را از وی سلب کرد و سرانجام در غرب ایران به دست یکی از کردها کشته شد. بدین ترتیب کشور ایران به دست قوم مغول تسخیر شد و چنگیز به قصد مراجعت به مغولستان به ماوراءالنهر رفت و در سال ۶۲۰ ق. با پسرانش در کنار رود سیحون مجلس مشاوره‌ای ترتیب داد تا دربارهٔ ادارهٔ سرزمین‌های تسخیرشده تصمیماتی بگیرند.

## جانشینان چنگیز
چنگیز خان در سال ۶۲۱ ه‍. ق با همه پسرانش بجز جوجی که به دشت قبچاق رفته بود به مغولستان رسید و پس از غلبه بر پادشاه تنگت واقع در شمال تبت در سال ۶۲۴ ه‍.ق به سن ۷۲ سالگی درگذشت. پس از مرگ چنگیز پسرش اوکتای قاآن به وصیت پدر جانشین وی گردید. پس از اوکتای قاآن پسرش گویوک خان (۶۳۹–۶۴۷ ه‍.ق) و پس از او منگو خان (۶۴۸–۶۵۷ ه‍.ق) به خانی نشستند. در دوره منگو قاآن، هولاکو مأمور تکمیل فتوحات مغول در ایران و سایر نواحی غربی آسیا شد. در فاصله میان تسلط مغول بر مشرق ایران و حمله هولاکو به ایران، سرزمین‌های فتح شده را حاکمان مغولی که از جانب خانان مغول تعیین می‌شدند با راهنمایی و مشاورت وزرای ایرانی، مانند شرف الدین خوارزمی و عطا ملک جوینی اداره می‌کردند.
هولاکو که برادر منگوقاآن و پسر تولی خان پسر چنگیز بود، در طی حملات مکرر خود اسماعیلیه را سرکوب و روستاهای آنان را ویران ساخت و سپس بغداد را فتح کرد و با کشتن خلیفه مستعصم عباسی به خلافت ۵۲۵ ساله عباسیان خاتمه داد و پس از فتح بغداد، شهرهای عراق و همچنین گرجستان و ارمنستان و شهرهای آسیای صغیر را تصرف کرد.
در سال ۶۶۱ه‍.ق قوبیلای قاآن که به‌جای منگو قاآن نشسته بود سلسله یوآن را در چین تأسیس کرد و سلطنت تمام ایران و بین‌النهرین و شام و آسیای صغیر را به هولاکو واگذار کرد و بدین ترتیب جانشینان چنگیز سلسله‌ای در ایران تشکیل دادند که به ایلخانان مغول معروف است. هولاکو در سال ۶۶۳ ه‍.ق پس از آنکه در همه جنگ‌ها از جیحون تا مرز مصر پیروز شده بود و آن نواحی را تحت فرمان درآورده بود درگذشت.

## فهرست ایلخانان مغول
پس از هولاکو، خانان مغول به ترتیب زیر به فرمانروایی رسیدند:
۱- اباقاخان پسر هولاکو که در ۶۶۳ جلوس کرد و در ۶۸۰ه‍.ق وفات یافت.
۲-سلطان تگودار پسر هولاکو (۶۸۰–۶۸۳ ه‍.ق).
۳-ارغون پسر اباقاخان (۶۸۳–۶۹۰ ه‍.ق).
۴- گیخاتو پسر اباقاخان (۶۹۰–۶۹۴ ه‍.ق).
۵- بایدو پسر طرغای بن مغول که در ۶۹۴ه‍.ق کشته شد.
۶- غازان‌خان پسر ارغون (۶۹۴–۷۰۲ ه‍.ق).
۷- سلطان محمد خدابنده اولجایتو پسر ارغون (۷۰۲–۷۱۶ ه‍.ق).
۸- سلطان ابوسعید بهادرخان پسر اولجایتو (۷۱۶–۷۳۶ ه‍.ق).
پس از مرگ ابوسعید بهادرخان ضعف و انحطاط در سلطنت ایلخانان آشکار شد و سرزمین‌های ایلخانان دچار تجزیه و تفرقه گردید.

## استقلال از چین
اولین کس از این طایفه که توانست یوغ بندگی و فرمان‌برداری را بشکند «یسوکای» پدر چنگیز رئیس طایفه قیات از قبایل مغول بود. وی نه تنها توانست عده‌ای از طوایف مغول را به اطاعت درآورد، بلکه بعضی از طایفه‌های تاتار را در مشرق نیز شکست داد و در جنگ‌های طایفه‌های کرائیت نیز شرکت کرد و پادشاه آن قوم را در برابر دشمنانش تقویت نمود و با او طرح اتحاد و برادری ریخت.
پسر بزرگتر یسوگای که «تموجین» نام داشت، یعنی «آهنین» پس از مرگ پدر جانشین وی شد و بزودی کلیه قبایل مغول و تاتار را تحت اطاعت درآورد و حتی بر قبایل مسیحی کرائیت نیز غلبه یافت و به «چنگیزخان» مشهور گردید. چنگیز در حدود ۶۰۰ه‍.ق قبایل عیسوی «نایمان» را تحت فرمان خود درآورد و در سال ۶۰۳ه‍.ق قوم «قرقیز» و پس از آن طایفه‌های «ایغور» را مجبور به اطاعت کرد.

## نگارخانه

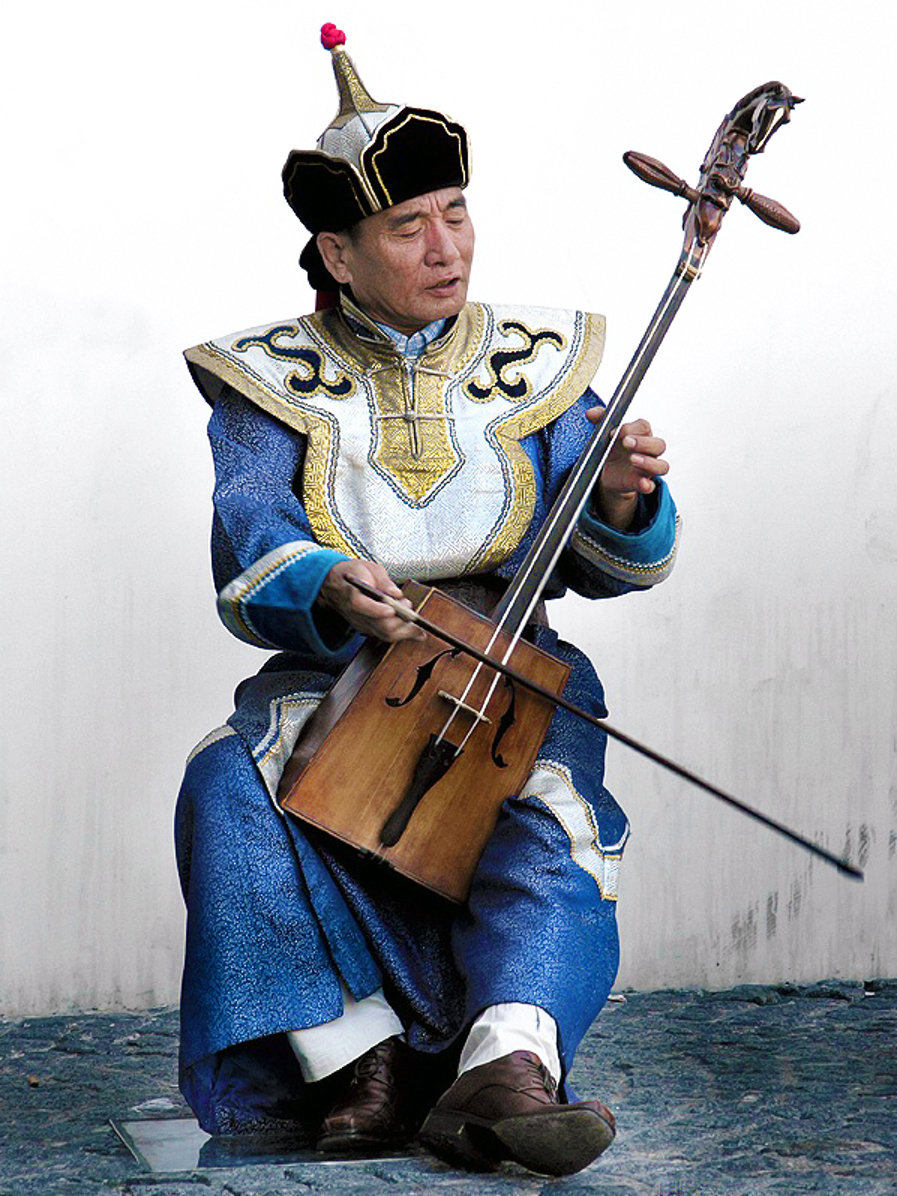
نوازنده مغول
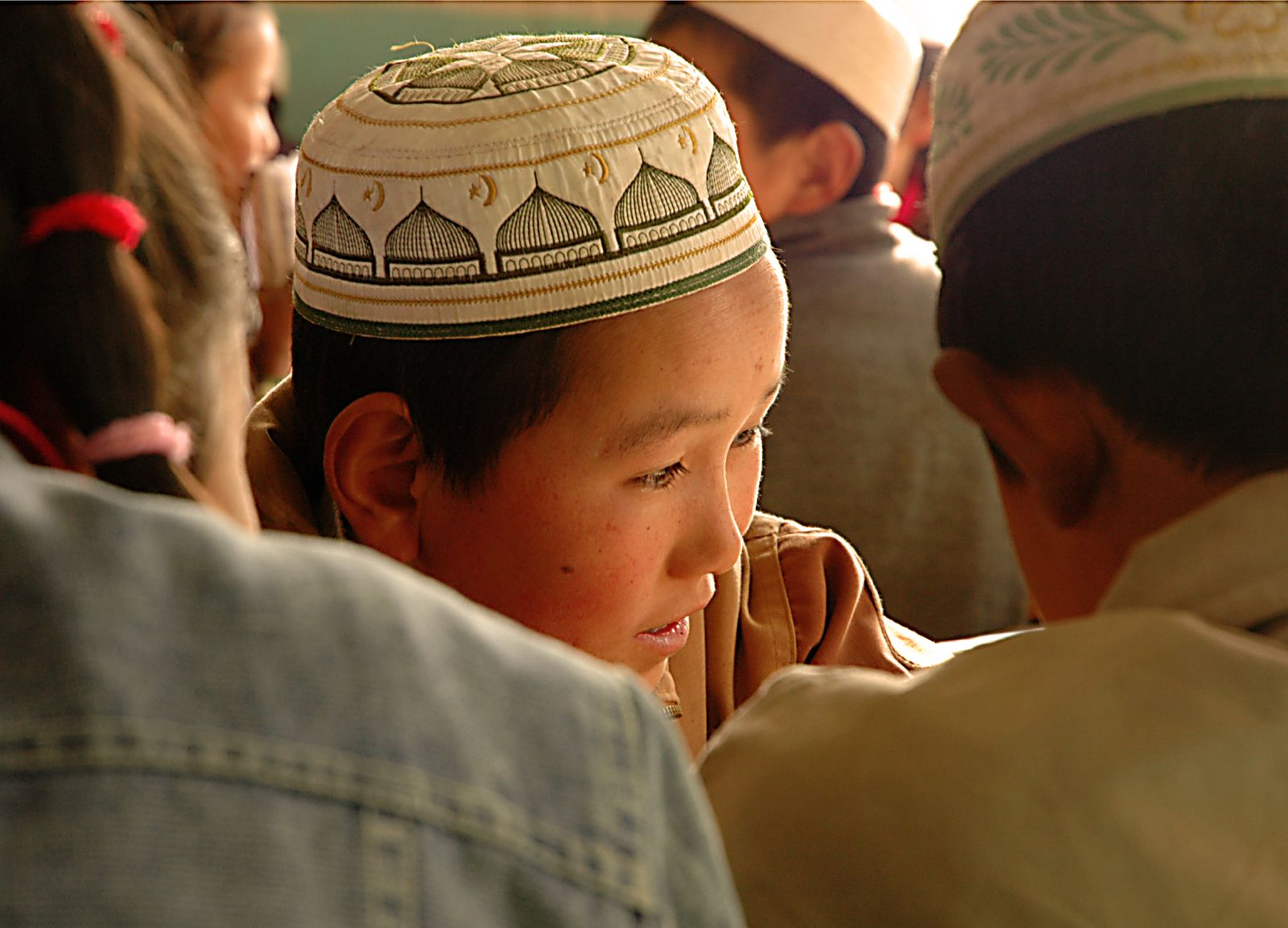
پسران مغول
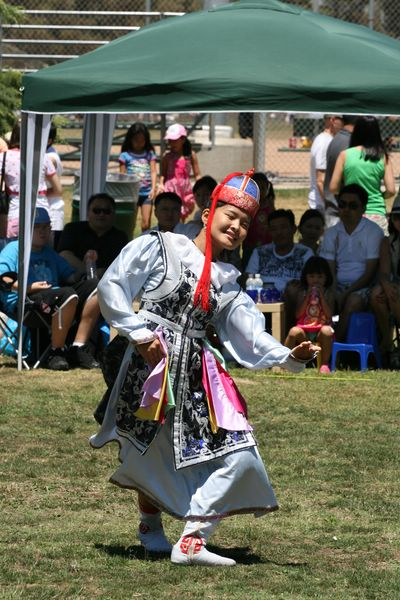
زن مغول
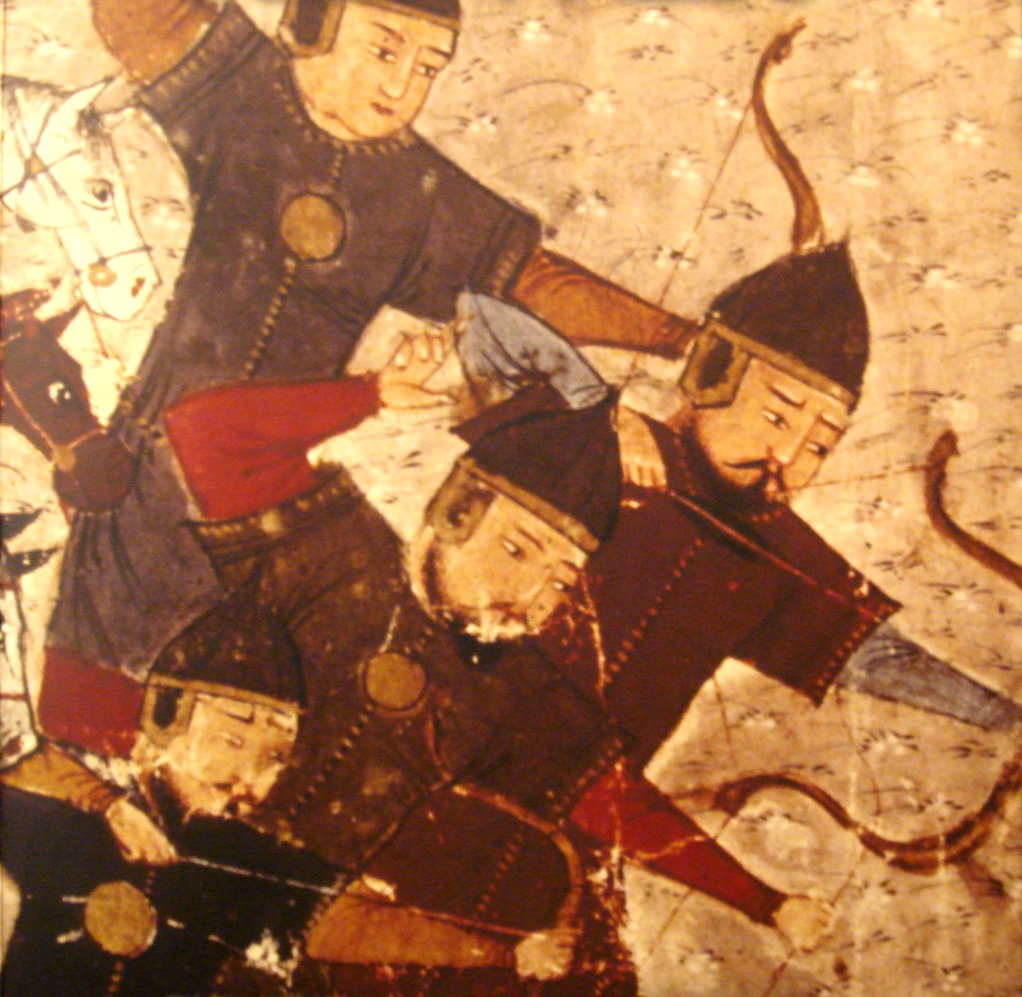
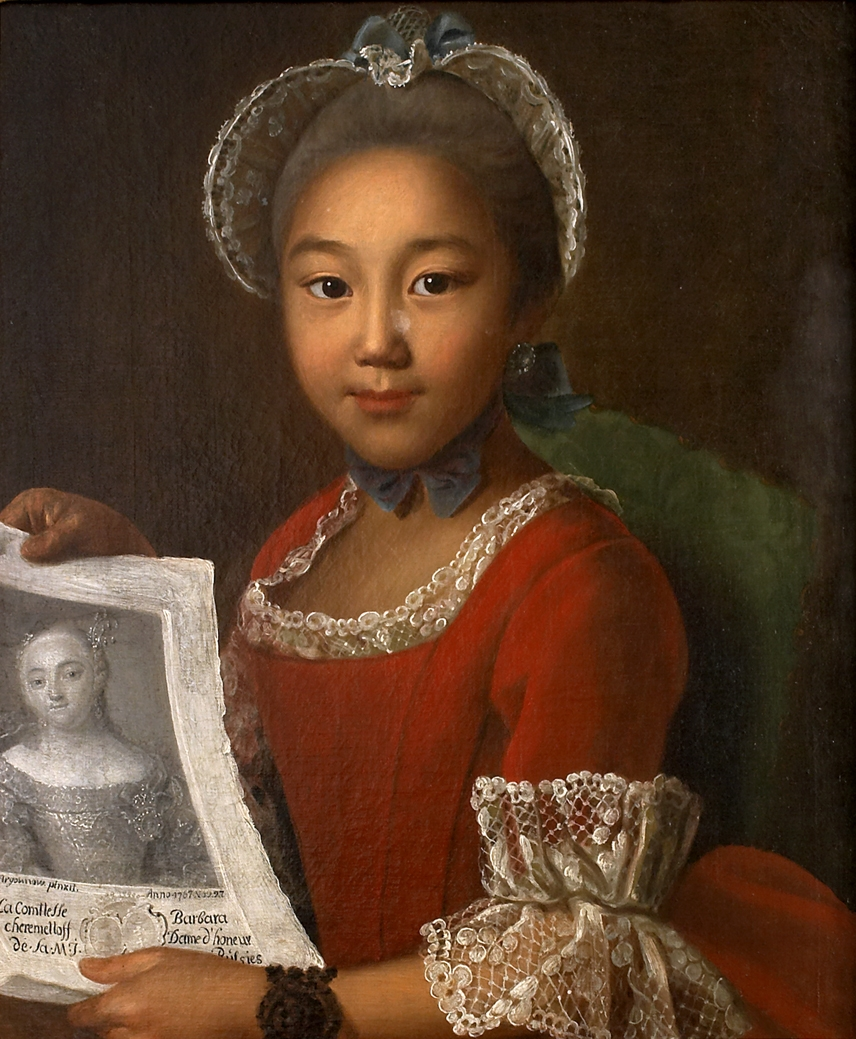
دختر مغول
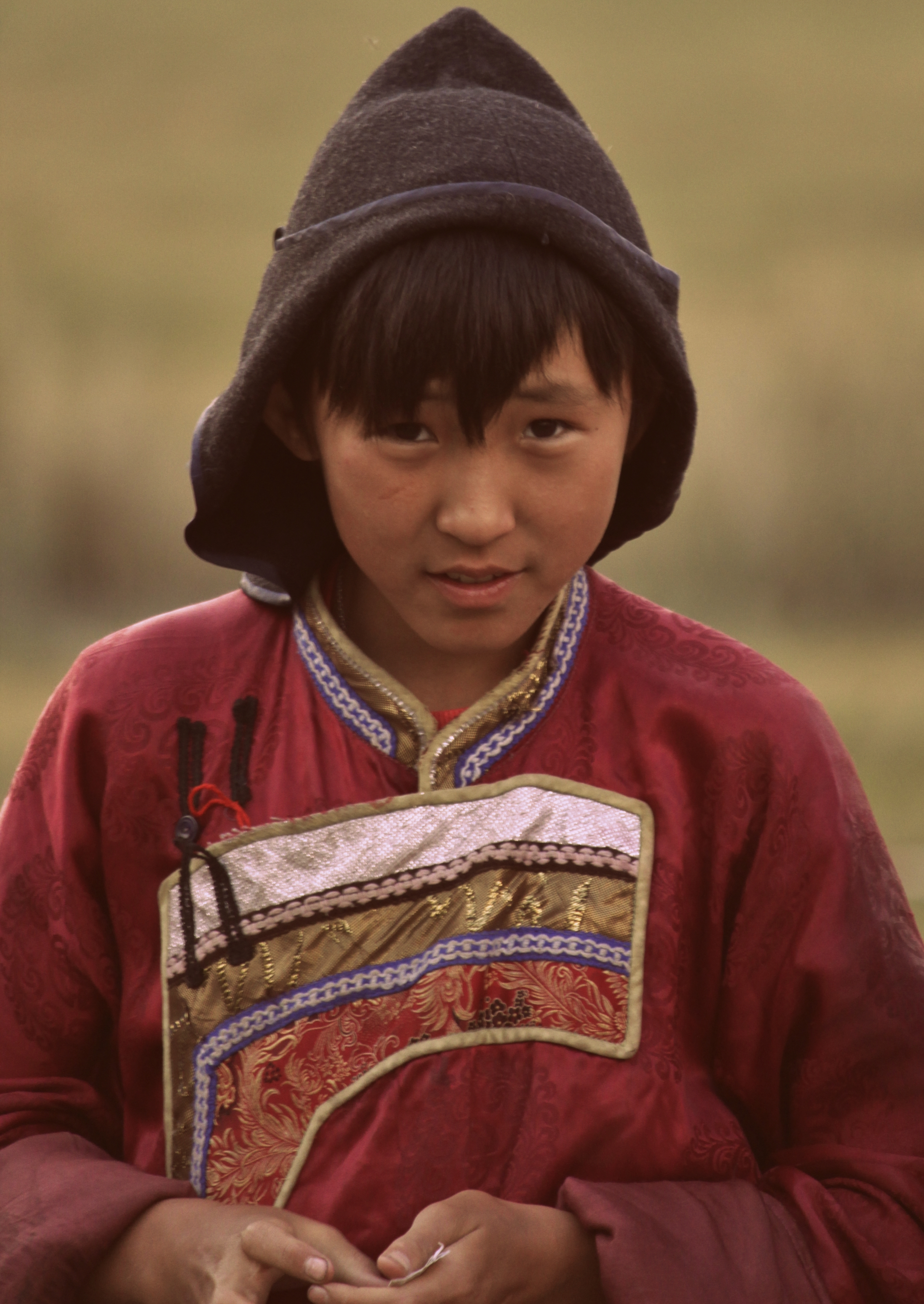
پسر مغول
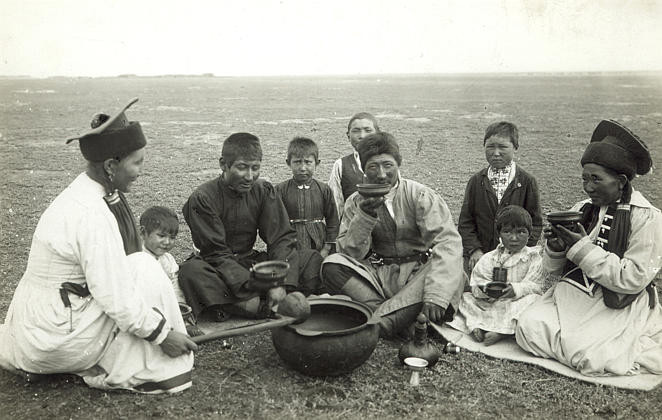
خانواده مغول
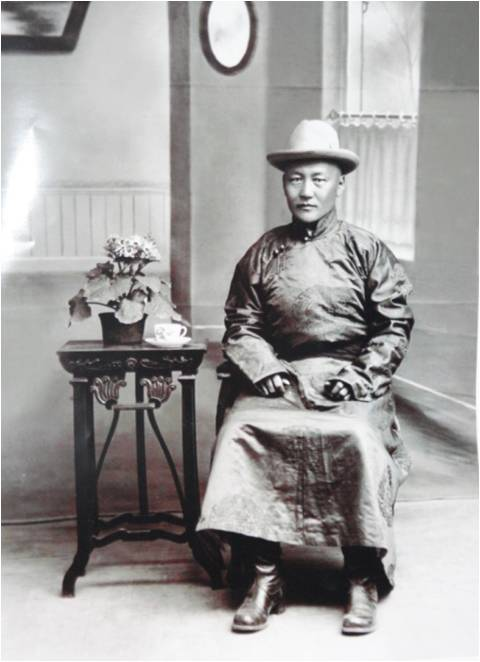
مغول
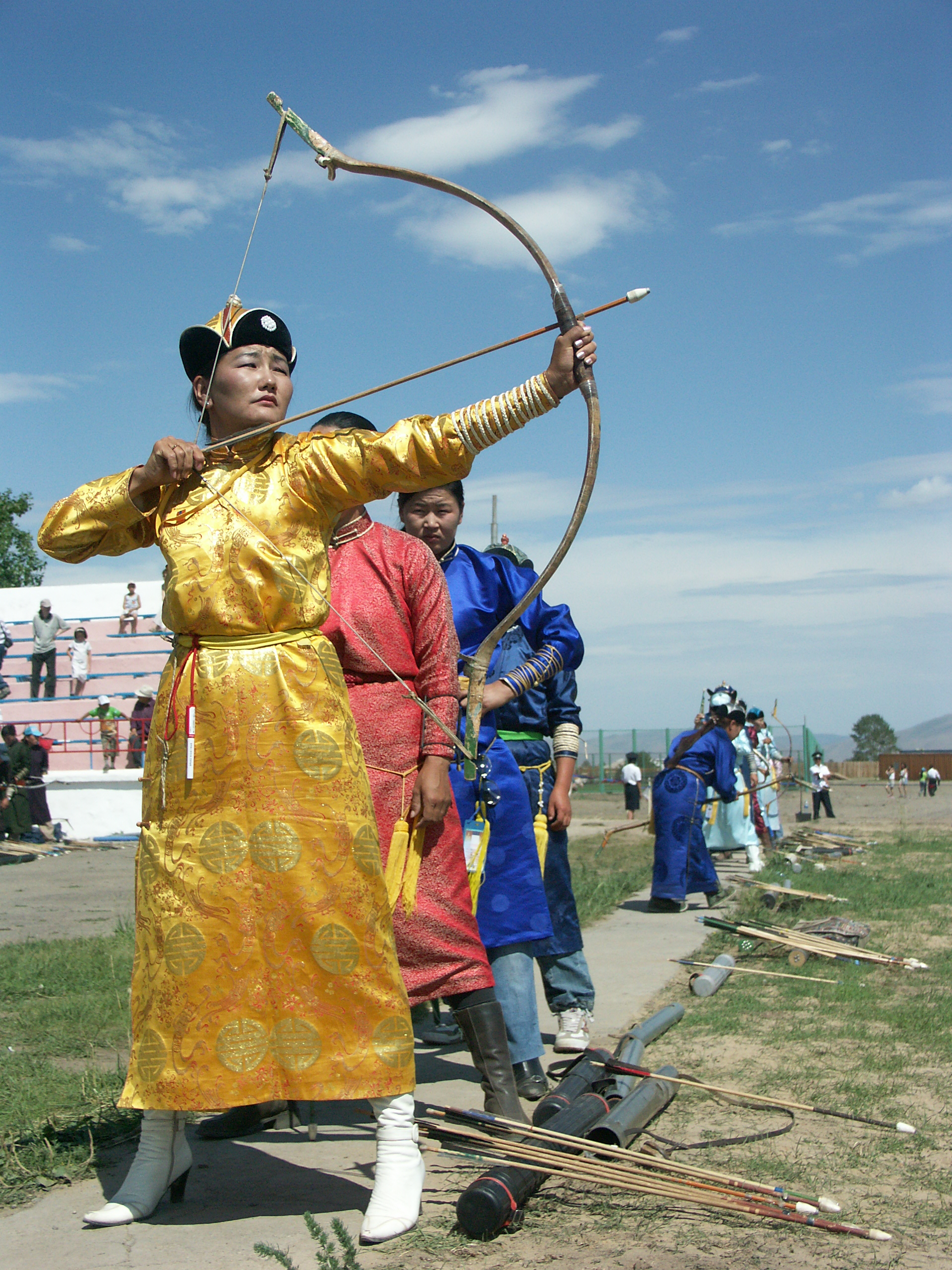
زنان تیرانداز مغول
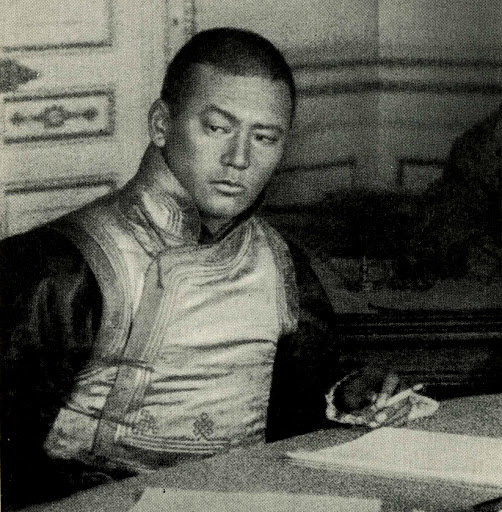
مغول
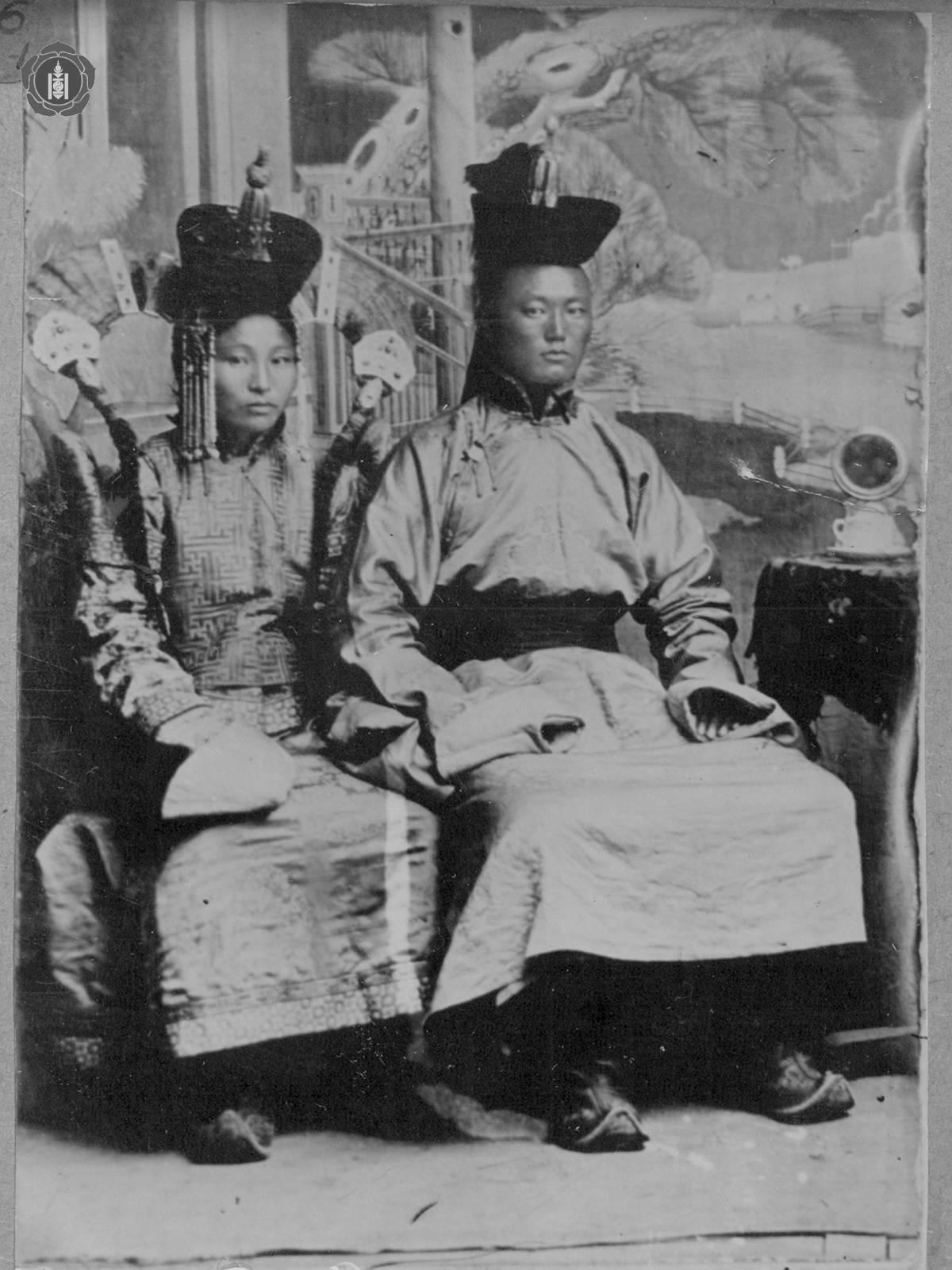
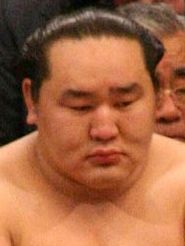
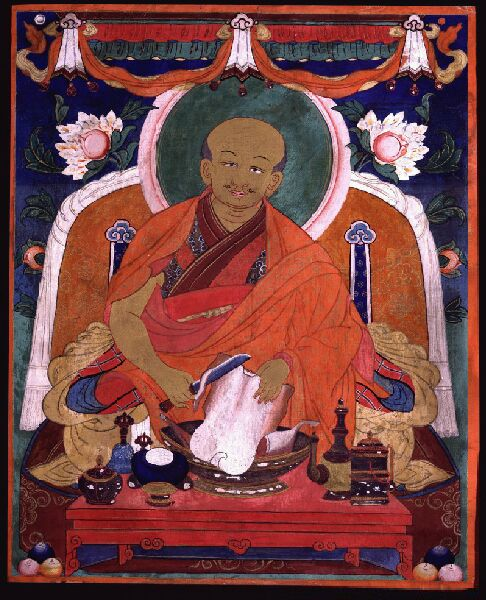
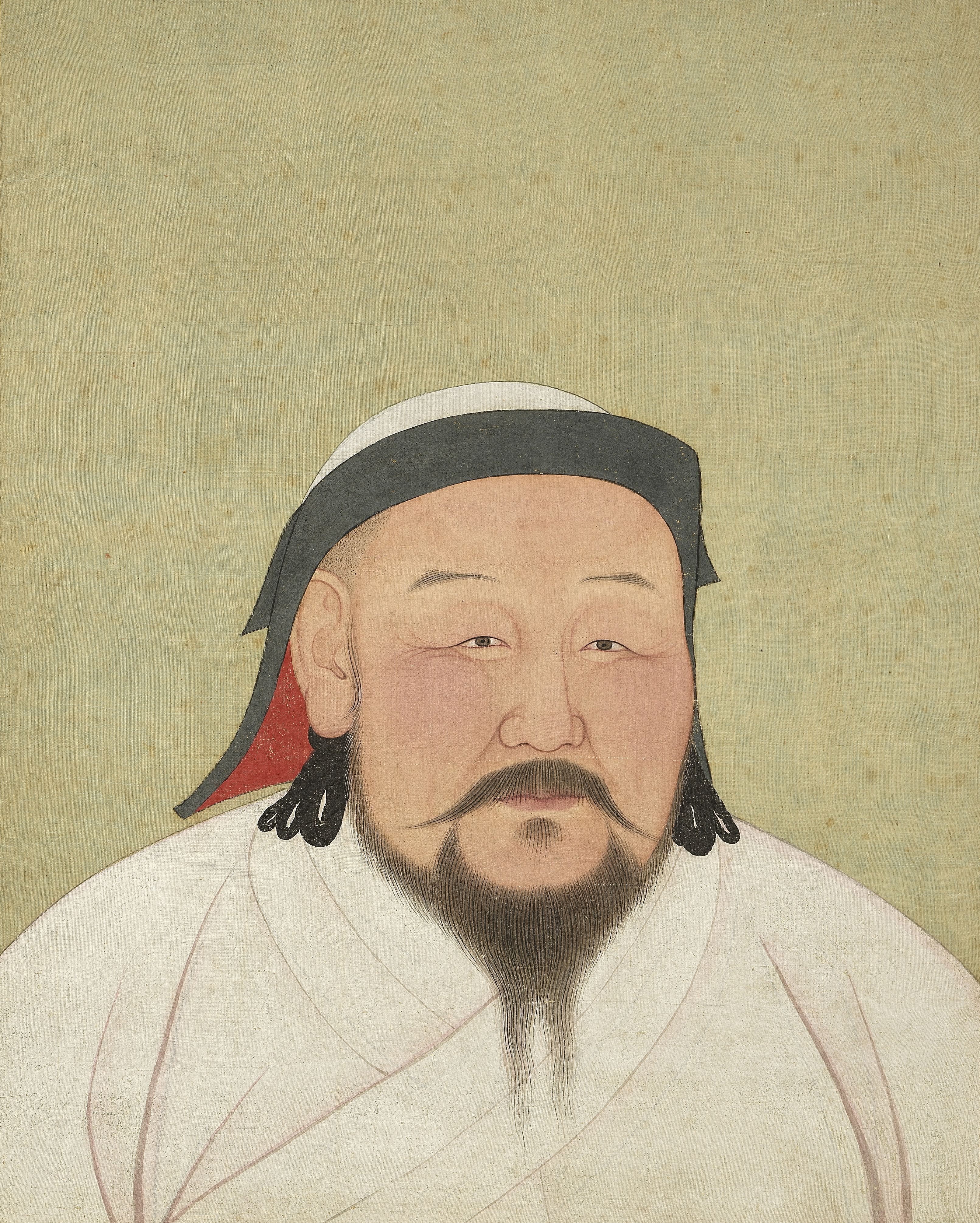
قوبلای‌خان
چنگیزخان
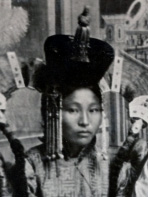